# Карс (вилает)
Карс (на турски: Kars) е вилает в Източна Турция граничещ с Армения. Административен център на вилаета е едноименният град Карс.
Вилает Карс е с население от 287 106 жители (оценка от 2006 г.) и обща площ от 9587 кв. км. Вилает Карс е разделен на 8 общини.

## Население
Численост на населението според преброяванията през годините:
| Година | Численост |
| 1990   | 355 823   |
| 2000   | 325 016   |
| 2011   | 306 238   |